# Houthuizer Molen
De Houthuizer Molen in het Limburgse plaatsje Lottum (gemeente Horst aan de Maas) is een beltmolen die in 2007/2008 is gebouwd. De nieuwe molen staat op de plaats van de in 1944 opgeblazen molen van Lottum, en is gebouwd om zo veel mogelijk te lijken op het verwoeste exemplaar. De restanten van de oude molen bleken niet bruikbaar en zijn gesloopt; slechts het zand en de aarde van de molenberg zijn nog origineel.
De molen heeft 1 koppel blauwe stenen, dat gebruikt zal gaan worden om op vrijwillige basis graan te malen. De Houthuizer Molen is sinds 2009 maalvaardig.